# Antrodiella subcrassa
Antrodiella subcrassa är en svampart som först beskrevs av Rodway & Cleland, och fick sitt nu gällande namn av P.K. Buchanan & Ryvarden 1993. Antrodiella subcrassa ingår i släktet Antrodiella och familjen Phanerochaetaceae.   Inga underarter finns listade i Catalogue of Life.